# Como los demás
Como los demás (título original: Comme les autres) es una película francesa estrenada en 2008, escrita y dirigida por Vincent Garenq.

## Sinopsis
Emmanuel forma una pareja feliz con Philippe; sin embargo, tiene un deseo de paternidad no compartido por su pareja. Solicita una adopción monoparental y le pide a Philippe que se vaya del piso porque la adopción homoparental no es aceptada.
Fracasa su intento de adopción y decide pedirle a Fina —una joven argentina que vive sin papeles—, que se quede embarazada para darle el bebé. A cambio, él se casará con ella y tendrá los papeles para quedarse en Francia.

## Ficha técnica
- Dirección y guion: Vincent Garenq
- Música original: Loïc Dury y Laurent Levesque
- Decoración: Yves Brover
- Vestuario: Stéphanie Drouin
- Imagen: Jean-Claude Larrieu
- Montaje: Dorian Rigal-Ansous
- Sonido: Pierre-Antoine Coutant, Séverin Favriau, Thomas Desjonquères, Philippe Amouroux
- Producción: Christophe Rossignon
- Distribución en Francia: Mars Films
- País: Francia.
- Lengua: Francés
- Fecha de estreno: 2008.

## Reparto
- Lambert Wilson: Emmanuel (Manu), pediatra
- Pilar López de Ayala: Josefina Maria Paredes (Fina)
- Pascal Elbé: Philippe, pareja de Emmanuel
- Anne Brochet: Cathy, la mejor amiga de Emmanuel
- Florence Darel: Isa, la hermana de Emmanuel
- Andrée Damant: Suzanne
- Marc Duret : Marc
- Liliane Cebrian: la madre de Fina
- Luis Jaime Cortez: el padre de Fina
- Catherine Erhardy: la asistente social
- Eriq Ebouaney: el asistente social